# Poduszka

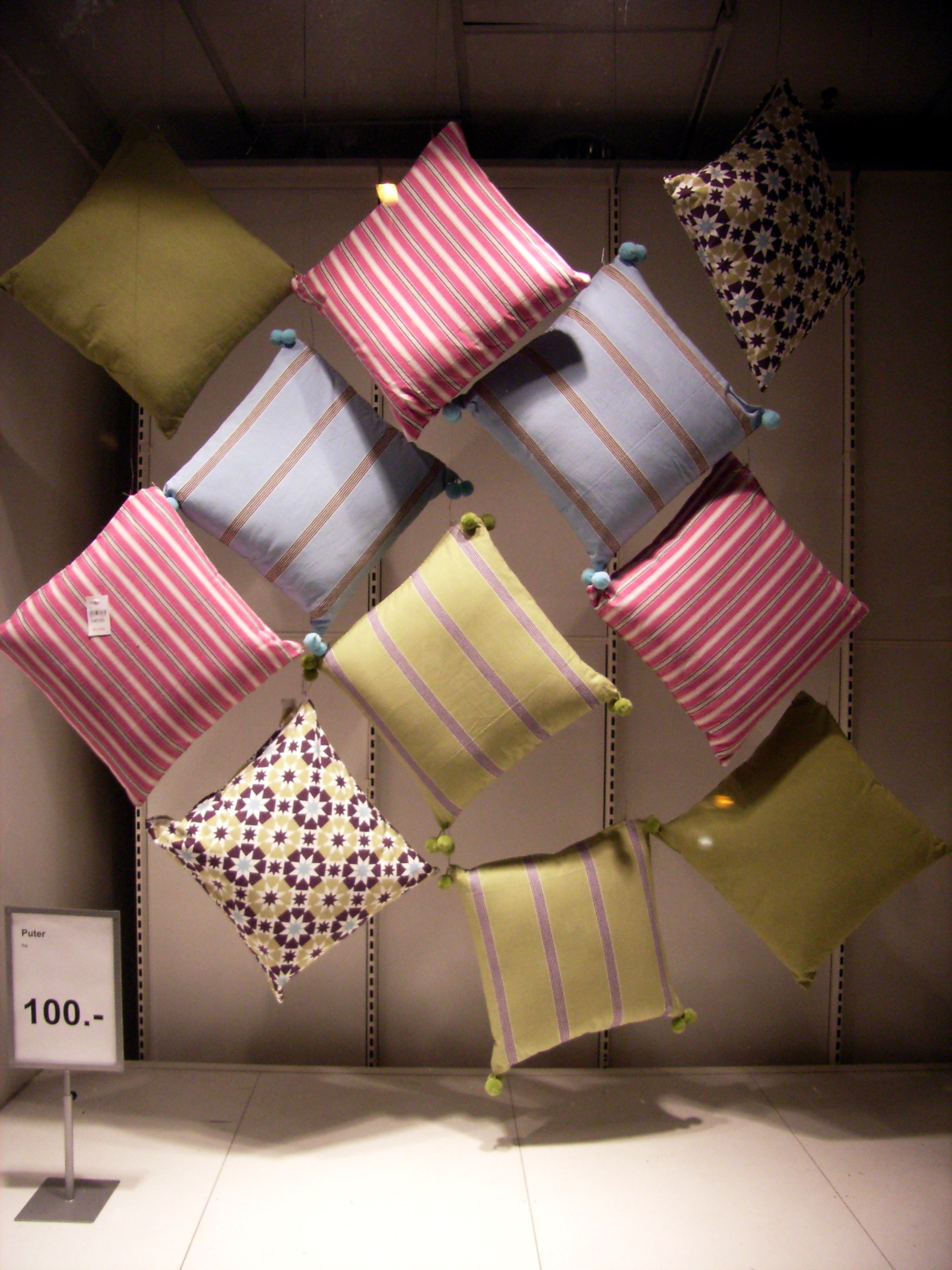
Poduszki w sklepie

Poduszka – małe i zwykle miękkie podparcie dla głowy, służy za podstawowy element posłania podczas snu w łóżku, albo jako podparcie/izolacja dla ciała używane na kanapie, sofie czy krześle.

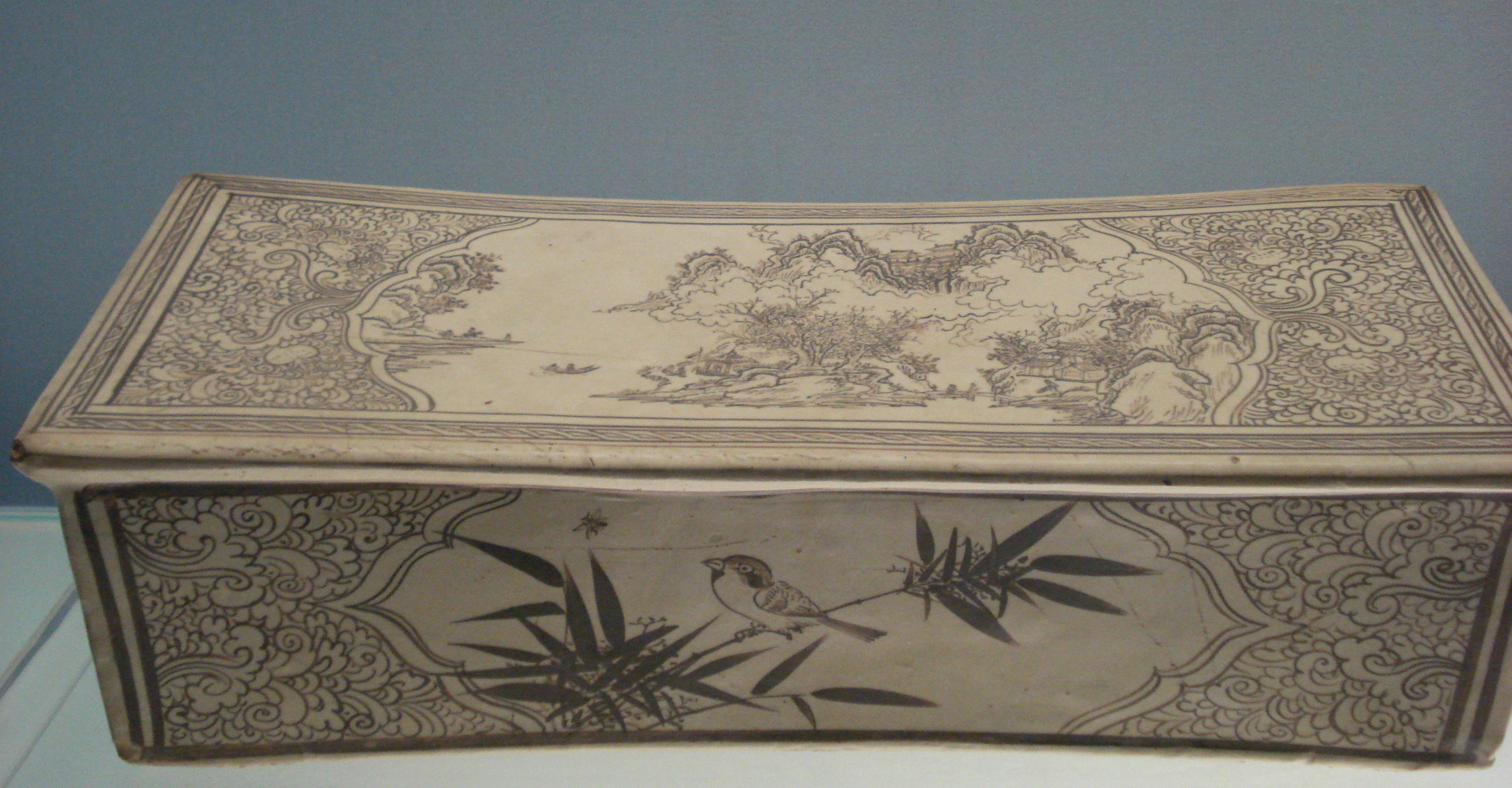
Porcelanowa poduszka chińska

Poduszka zawiera miękkie wypełnienie wykonywane z różnych materiałów (gąbka, syntetyczne wypełnienia, pióra). Tradycyjnie częstym wypełnieniem była słoma, lecz jest ona niewygodna i dzisiaj rzadko używana. Kiedyś bogaci używali piór i puchu; dzisiaj najczęściej używa się sztucznych wypełnień. Wypełnienie jest otoczone okryciem wykonanym z tkaniny, tzw. wsypą. Poduszki przechowywane są w poszewkach, cienkim pokryciu tkaninowym, które może być często i łatwo zmieniane i prane. Jednak nawet przy regularnym praniu poszewek poduszki gromadzą duże ilości brudu i znaczną liczbę mikroorganizmów na wypełnieniu i polecane jest wymienianie ich co kilka lat, zwłaszcza u alergików.
Poduszki mają długą historię, były używane przez prawie wszystkie osiadłe ludy w celu poprawy jakości życia. Początkowo były używane głównie przez bogatych, znaleziono je w grobach starożytnego Egiptu. Trudności złożonych technik barwienia i szycia poprowadziły do rozwoju poduszek jako formy sztuki, z wysoko dekorowanymi poduszkami stającymi się cennymi towarami najpierw w Chinach, a później w średniowiecznej Europie. Rewolucja przemysłowa spowodowała masową produkcje dekorowanych tekstyliów i dekorowane poduszki stały się powszechne w milionach domów.